# Leopold Friedrich von Hofmann
Leopold Friedrich svobodný pán von Hofmann (4. května 1822 Vídeň – 24. října 1885 Vídeň) byl rakouský, respektive rakousko-uherský šlechtic a politik. Jako absolvent právnické fakulty působil od mládí ve státních službách a diplomacii. V letech byl 1876–1880 ministrem financí Rakouska-Uherska, z titulu této funkce od roku 1879 také guvernérem okupované Bosny a Hercegoviny. Nakonec byl v letech 1880–1885 generálním intendantem Dvorního divadla. V roce 1872 byl povýšen na barona a v roce 1876 se stal členem Panské sněmovny.

## Biografie
Pocházel z německé šlechtické rodiny původem z Breisgau. Předkové působili jako úředníci říšské dvorské rady, později přesídlili do habsburské monarchie, kde se uplatnili ve státní správě a v roce 1762 byli povýšeni do šlechtického stavu. Leopold Friedrich byl synem soudního úředníka Friedricha von Hofmanna a vystudoval právo na Vídeňské univerzitě. Jako nižší úředník začal svou kariéru v Dolním Rakousku. Na doporučení knížete Metternicha přešel v roce 1845 do úřadu státního kancléře. V době občanské války ve Švýcarsku (Sonderbundská válka) v roce 1847 působil jako atašé v Bernu. V roce 1848 se stal vedoucím německého odboru na rakouském ministerstvu zahraničí a v revolučním roce 1848 pobýval s císařským dvorem v Olomouci, kde se v prosinci 1848 zúčastnil vyhlášení Františka Josefa rakouským císařem. Díky tomu získal celoživotní podporu nového panovníka a to se odrazilo v jeho pozdější kariéře.  V roce 1857 se habilitoval v oboru německého spolkového a státního práva a patřil pak mezi přední experty na mezinárodní právo. Nadále působil na ministerstvu zahraničí, kde byl od roku 1857 ministerským tajemníkem. Po prohrané válce se Sardinií se podílel na stylizaci mírové dohody v Curychu, kterou Rakousko ztratilo Lombardii. V této souvislosti získal titul legačního rady I. kategorie.
Po obnovení ústavního života v Rakousku v roce 1860 se stal zapisovatelem Panské sněmovny (horní jmenovaná komora Říšské rady). Po dánsko-německé válce byl jako civilní správce přidělen do týmu generála Gablenze jako místodržitele v Holštýnsku.
Jeho kariéra vyvrcholila po prusko-rakouské válce s nástupem Friedricha Ferdinanda von Beusta do čela rakouské politiky. Beust jako původně saský politik, si Hofmanna vybral za důvěrníka, díky kterému získával znalost politické scény ve Vídni. Hofmann se roku 1867 stal sekčním šéfem na ministerstvu zahraničí, měl výrazný vliv na Beustovu politiku a na liberální zákonodárství vlády Karla von Auersperga. Z titulu svých funkcí na ministerstvu zahraničí byl ale také spojen s machinacemi při udělování šlechtických titulů. Po Beustově odchodu na post velvyslance v Londýně zůstal Hofmann jako první sekční šéf na ministerstvu zahraničí i v éře Gyuly Andrássyho.
Od 14. srpna 1876 do 8. dubna 1880 působil jako společný ministr financí Rakouska-Uherska (po rakousko-uherském vyrovnání šlo ovšem spíše o účetní post, bez výraznějších exekutivních a rozpočtových pravomocí) Ve funkci ministra financí se rovněž roku 1879 stal i guvernérem okupované Bosny a Hercegoviny.
V letech 1880–1885 zastával funkci generálního intendanta Dvorního divadla (General-Intendant der k.k. Hoftheater), respektive obou jeho scén (Dvorní opera).
Zemřel svobodný a bezdětný 24. října 1885 po krátké nemoci ve věku 63 let a byl pohřben na hřbitově v Hinterbrühlu poblíž Vídně.

## Tituly a ocenění
Od narození užíval šlechtický titul rytíře, který byl rodině udělen v roce 1762. V roce 1868 obdržel titul c. k. tajného rady s nárokem na oslovení Excelence. V roce 1872 byl povýšen do stavu svobodných pánů a v roce 1876 byl jmenován doživotním členem rakouské Panské sněmovny. Jako dlouholetý diplomat a člen vlády získal řadu vyznamenání v Rakousku-Uhersku i v zahraničí, většina ocenění od cizích panovníků pocházela z doby jeho působení ve funkci dlouholetého sekčního šéfa na ministerstvu zahraničí a generálního intendanta Dvorního divadla.

### Rakousko-Uhersko
- rytířský kříž Leopoldova řádu (1866)
- rytíř Královského uherského řádu svatého Štěpána (1868)
- Řád železné koruny I. třídy (1873)
- velkokříž Leopoldova řádu (1880)

### Zahraničí
- Řád bílého orla I. třídy (Rusko)
- Řád svaté Anny I. třídy (Rusko)
- Řád červené orlice I. třídy (Německo)
- Řád pruské koruny I. třídy (Německo)
- velkokříž Řádu čestné legie (Francie)
- Řád Medžidie I. třídy (Osmanská říše)
- velkokříž Řádu Jižního kříže (Brazílie)
- Řád lva a slunce I. třídy (Persie)
- velkokříž Řádu sv. Mořice a Lazara (Itálie)
- velkokříž Řádu italské koruny (Itálie)
- Řád dvojitého draka I. třídy (Čína)
- Řád vycházejícího slunce I. třídy (Japonsko)
- velkokříž Řádu Karla III. (Španělsko)
- velkokříž Záslužného řádu bavorské koruny (Bavorsko)
- velkokříž Řádu sv. Michaela (Bavorsko)
- velkokříž Řádu Albrechtova (Sasko)
- velkokříž Vévodského sasko-ernestinského domácího řádu (Sasko-Altenbrusko)
- velkokříž Řádu Fridrichova (Württembersko)
- velkokříž Řádu polární hvězdy (Švédsko)
- velkokříž Řádu Leopolda (Belgie)
- velkokříž Řádu Spasitele (Řecko)
- velkokříž Řádu Takova (Srbsko)
- velkokříž Řádu dubové koruny (Lucembursko)
- velkokříž Řádu Jindřicha Lva (Brunšvicko)
- komtur Řádu Filipa Velkomyslného (Hesensko)
- komtur Řádu Guelfů (Hannoversko)
- rytíř Danebrožského řádu (Dánsko)